# Ronde van Italië 1921
| Eindklassement      |                        |                 |
| Algemeen klassement | Giovanni Brunero       | 120h 24' 39"    |
| Tweede              | Gaetano Belloni        | + 0' 41"        |
| Derde               | Bartolomeo Aymo        | + 19' 47"       |
| Vierde              | Lucien Buysse          | + 39' 00"       |
| Vijfde              | Angelo Gremo           | + 47' 28"       |
| Zesde               | Federico Gay           | + 59' 33"       |
| Zevende             | Alfredo Sivocci        | + 1u 24' 27"    |
| Achtste             | Clemente Canepari      | + 2u 24' 08"    |
| Negende             | Giovanni Rossignoli    | + 2u 24' 25"    |
| Tiende              | Luigi Annoni           | + 2u 36' 57"    |
| Rode Lantaarn       | Andrea Cazzaniga (27e) | + 1d 2u 40' 01" |
| Ploegenklassement   | Bianchi                | ...h ..' .."    |
| Tweede              | ...                    | -               |
| Derde               | ...                    | -               |

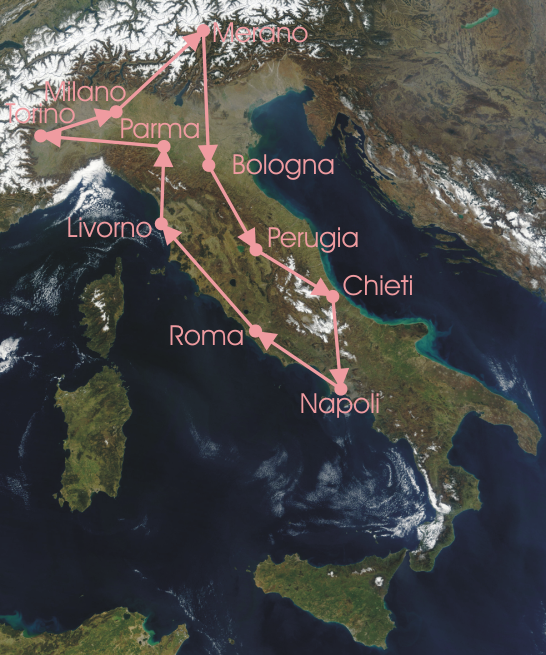
Ronde van Italië 1921

In 1921 ging de 9e Giro d'Italia op 25 mei van start in Milaan. Hij eindigde op 12 juni in Milaan. Er stonden 69 renners aan de start waarvan er 27 de hele ronde uitreden. 25 van die 27 renners waren Italianen, de andere 2 waren de Belg Lucien Buysse (4e) en de Fransman Louis Luguet (19e). De Giro werd gewonnen door Giovanni Brunero.
Aantal ritten: 10

Totale afstand: 3101 km

Gemiddelde snelheid: 25.754 km/h

Aantal deelnemers: 69

## Belgische en Nederlandse prestaties

### Belgische etappezeges
- In 1921 was er geen Belgische etappezege.

### Nederlandse etappezeges
- In 1921 was er geen Nederlandse etappezege.

## Etappe uitslagen
| Datum   | Etappe    | Parcours          | Afstand | Eerste                    | Tweede                 | Derde                      | Klassementsleider         |
| ------- | --------- | ----------------- | ------- | ------------------------- | ---------------------- | -------------------------- | ------------------------- |
| 25 mei  | etappe 1  | Milaan - Meran    | 333 km  | Costante Girardengo (Ita) | Gaetano Belloni (Ita)  | Alfredo Sivocci (Ita)      | Costante Girardengo (Ita) |
| 27 mei  | etappe 2  | Meran - Bologna   | 348 km  | Costante Girardengo (Ita) | Giuseppe Azzini (Ita)  | Gaetano Belloni (Ita)      | Costante Girardengo (Ita) |
| 29 mei  | etappe 3  | Bologna - Perugia | 321 km  | Costante Girardengo (Ita) | Gaetano Belloni (Ita)  | Luigi Natale Lucotti (Ita) | Costante Girardengo (Ita) |
| 31 mei  | etappe 4  | Perugia - Chieti  | 328 km  | Costante Girardengo (Ita) | Gaetano Belloni (Ita)  | Giovanni Brunero (Ita)     | Costante Girardengo (Ita) |
| 2 juni  | etappe 5  | Chieti - Napels   | 264 km  | Gaetano Belloni (Ita)     | Giovanni Brunero (Ita) | Bartolomeo Aymo (Ita)      | Gaetano Belloni (Ita)     |
| 4 juni  | etappe 6  | Napels - Rome     | 299 km  | Luigi Annoni (Ita)        | Giovanni Brunero (Ita) | Angelo Gremo (Ita)         | Gaetano Belloni (Ita)     |
| 6 juni  | etappe 7  | Rome - Livorno    | 341 km  | Giovanni Brunero (Ita)    | Alfredo Sivocci (Ita)  | Gaetano Belloni (Ita)      | Giovanni Brunero (Ita)    |
| 8 juni  | etappe 8  | Livorno - Parma   | 242 km  | Luigi Annoni (Ita)        | Gaetano Belloni (Ita)  | Giovanni Brunero (Ita)     | Giovanni Brunero (Ita)    |
| 10 juni | etappe 9  | Parma - Turijn    | 320 km  | Gaetano Belloni (Ita)     | Marcel Buysse (Bel)    | Giovanni Brunero (Ita)     | Giovanni Brunero (Ita)    |
| 12 juni | etappe 10 | Turijn - Milaan   | 305 km  | Gaetano Belloni (Ita)     | Giovanni Brunero (Ita) | Luigi Annoni (Ita)         | Giovanni Brunero (Ita)    |

 winnaars · 
roze trui · 
  puntenklassement · 
  bergklassement · 
 jongerenklassement · 
 intergiro · 
 ploegenklassement · 
 strijdlust · 
 zwarte trui
Giro d'Italia Next Gen · Giro Donne · Cima Coppi
 Belgische rozetruidragers · etappewinnaars
 Nederlandse rozetruidragers · etappewinnaars
Mannen:
1909 · 
1910 · 
1911 · 
1912 · 
1913 · 
1914 · 
1919 · 
1920 · 
1921 · 
1922 · 
1923 · 
1924 · 
1925 · 
1926 · 
1927 · 
1928 · 
1929 · 
1930 · 
1931 · 
1932 · 
1933 · 
1934 · 
1935 · 
1936 · 
1937 · 
1938 · 
1939 · 
1940 · 
1946 · 
1947 · 
1948 · 
1949 · 
1950 · 
1951 · 
1952 · 
1953 · 
1954 · 
1955 · 
1956 · 
1957 · 
1958 · 
1959 · 
1960 · 
1961 · 
1962 · 
1963 · 
1964 · 
1965 · 
1966 · 
1967 · 
1968 · 
1969 · 
1970 · 
1971 · 
1972 · 
1973 · 
1974 · 
1975 · 
1976 · 
1977 · 
1978 · 
1979 · 
1980 · 
1981 · 
1982 · 
1983 · 
1984 · 
1985 · 
1986 · 
1987 · 
1988 · 
1989 · 
1990 · 
1991 · 
1992 · 
1993 · 
1994 · 
1995 · 
1996 · 
1997 · 
1998 · 
1999 · 
2000 · 
2001 · 
2002 · 
2003 · 
2004 · 
2005 · 
2006 · 
2007 · 
2008 · 
2009 · 
2010 · 
2011 · 
2012 · 
2013 · 
2014 · 
2015 · 
2016 · 
2017 · 
2018 · 
2019 · 
2020 · 
2021 · 
2022 · 
2023 · 
2024 · 
2025
Vrouwen:
1988 · 
1989 · 
1990 · 
1991 ·
1992 ·
1993 · 
1994 · 
1995 · 
1996 · 
1997 · 
1998 · 
1999 · 
2000 · 
2001 · 
2002 · 
2003 · 
2004 · 
2005 · 
2006 · 
2007 · 
2008 · 
2009 · 
2010 · 
2011 · 
2012 ·
2013 · 
2014 ·
2015 ·
2016 ·
2017 ·
2018 ·
2019 ·
2020 ·
2021 ·
2022 ·
2023 ·
2024 ·
2025